# Marx Möller

Marx Möller

Marx Möller, eigentlich Heinrich Johann Max Möller (* 15. März 1868 in Lohbrügge; † 9. November 1921 in Altona), war ein deutscher Schriftsteller.

## Leben
Marx Möller wurde als Sohn eines Zimmermanns in Lohbrügge (heute ein Stadtteil von Hamburg) geboren. Als der Vater starb, zog die Familie nach Friedland (Mecklenburg), wo Möller in der Unterprima zwei Jahre das Gymnasium besuchte und entscheidende Prägung empfing.
Sein Abitur legte Möller später in Hamburg ab. Er studierte anfangs Theologie in Leipzig, ging dann nach Straßburg, studierte zuletzt in Greifswald Literaturwissenschaften und wurde dort mit „summa cum laude“ über Schillers Don Carlos promoviert.
Möller trat in die Redaktion der Kreuzzeitung ein, kam so in Kontakt zu den literarischen Kreisen Berlins und zum Theater. Seine Stücke Totentanz, Johannisnacht, Jubilate, Dornröschen, Sakuntala und Frau Anne wurden aufgeführt. Letzteres hatte nicht nur in Deutschland, sondern auch in Mailand und Stockholm Erfolg.
Er konvertierte in Berlin zum katholischen Glauben. Während des Ersten Weltkriegs war er Dozent für Literaturgeschichte an der Universität Warschau, danach Dramaturg am Hamburger Stadttheater. Dort brachte er Johann von Rists (1607–1667) Das Friedewünschende Teutschland zur Aufführung.

## Werke

Übersetzung von Kiplings Barrack Room Ballads durch Marx Möller

- Studien zum Don Karlos. Abel, Greifswald 1896.
- Totentanz. Eine Aschermittwochsdichtung. Kreisende Ringe, Leipzig 1898.
- Lieder und Legenden. Freund & Jeckel, Berlin (1899).
- Sakuntala. Otto Elsner, Berlin o. J.
- Frau Anne. Drama in vier Akten. Otto Elsner, Berlin 1902.
- Fritz Reuter. Perthes, Gotha 1910.
- Rudyard Kipling: Balladen aus dem Biwak. Übersetzt von Marx Möller. Vita Verlag, Berlin 1911.
  - Die Ballade Kanonen (S. 105–110) benutzte Brecht in der Übersetzung von Möller für seinen Kanonensong in der Dreigroschenoper.
- Im lachenden Land. Oestergaard, Berlin 1912.
- Wem Gott will rechte Gunst erweisen. Staackmann, Leipzig 1914.
- Longinus Meier. Staackmann, Leipzig 1916.
- Die Gartensonate. Staackmann, Leipzig 1917.
- Die Spieluhr. Staackmann, Leipzig 1919.